# Yung Beef
Fernando Gálvez Gómez (Granada, 23 de gener de 1990), conegut artísticament com Yung Beef, El Seco o Fernandito Kit Kat, és un raper, productor discogràfic, actor i model espanyol. És conegut per la seva mescla de trap, salsa i reggaeton, així com pel seu atrevit sentit de la moda.

## Trajectòria
Criat al barri de l'Albaicín, després de formar part de Kefta Boys, Yung Beef va començar a fer-se popular com a membre del grup Pxxr Gvng juntament amb Kaydy Cain, Khaled i el productor musical Steve Lean (després anomenats Los Santos o La Mafia del Amor), que va ser el primer grup de trap que va publicar amb una multinacional. Més endavant va crear el seu propi segell discogràfic independent, La Vendición Records.
La seva carrera com a solista va començar el 2013 amb la publicació del mixtape A.D.R.O.M.I.C.F.M.S. 1 (All Diz Ratchets On M'I Can't Feel My Soul), la primera d'una saga d'àlbums de temàtica més personal. Des dels seus inicis, l'estil de Yung Beef s'ha caracteritzat pel seu afany d'experimentació i innovació constant, les seves composicions multifacètiques i carregades de referències (encara que sol primar l'estètica gàngster i la temàtica de carrer), la versatilitat de flows a l'hora de cantar i la seva destacada productivitat a l'hora de publicar material nou.
El març de 2017, a Yung Beef i a diversos artistes internacionals se'ls va negar l'entrada als Estats Units d'Amèrica i no van poder actuar al festival de música South by Southwest. L'estiu del 2018, va protagonitzar una campanya de roba interior de Calvin Klein i va modelar per a la marca Hood By Air durant la Setmana de la moda de París.

## Discografia

### Mixtapes
- A.D.R.O.M.I.C.F.M.S. 1 (2013)
- #Freemolly (amb Steve Lean) (2014)
- Trunks Future Bricks (2015)
- Perreo de la Muerte (2015)
- A.D.R.O.M.I.C.F.M.S. 2 (amb Steve Lean) (2015)
- Fashion Mixtape (2016)
- La Última Cena (amb Fly Migo Bankroll) (2016)
- Kowloon Mixtape (2017)
- ADROMICFMS 4 (2018)
- El Plugg Mixtape (2018)
- Traumatismo Kraneoencefálico (amb Goa) (2018)
- Perreo de la Muerte 2 (2019)[16]
- Perreo de la Muerte 2.5 (2020)
- Shishi Plugg (2020)
- Lágrimas (2020)
- Sonrisas (2020)
- El Plugg 2 (2021)
- Gangster Original (2021)
- #A.D.R.O.M.I.C.F.M.S. 4 1/2 (2023)